# Honda Falcon NX4
NX4 Falcon es una motocicleta producida en Brasil, México y Argentina por Honda.

## Historia
Lanzada en septiembre de 1999, en sustitución de la NX 350 Sahara, la NX4 Falcon ha tenido pocos cambios a lo largo de su fabricación, hasta el modelo 2017 de Brasil al que se le cambió de carburador a inyección electrónica. Aparte de Brasil se vende también en Argentina, México, Perú, Chile, Uruguay, Marruecos y Portugal.

## Descripción
Tiene un motor monocilíndrico de cuatro tiempos, un solo árbol de levas derivado de la moto de enduro XR 400, con cuatro válvulas en disposición radial (RFVC). Potencia máxima declarada de 30.6 CV (22.82 kW) en la primera versión,  a 6.500 rpm, y torque máximo de 3.51 kgfm (34,41 Nm) a 6.000 rpm. Tiene un cuadro de cuna doble y barra, con suspensión delantera de largo desplazamiento (220 mm) y la trasera Pro-Link de (195 mm). Cuenta con freno de disco en ambas ruedas.
Está equipada con caja de transmisión de cinco velocidades y arranque eléctrico, transmisión final a cadena. Rueda con rin de 21" adelante y 17" atrás, con cubiertas Pirelli MT-60 de uso mixto.
Su peso en seco es de aproximadamente 151 kg. Tiene un tanque de combustible de  15,0 litros, con 4,0 L de reserva. Esto le da una autonomía de alrededor de 300 km, con un consumo 20 km/L en ciudad.
En el mercado brasileño es competencia de la Yamaha XT 660 y algunas otras de KTM, Husqvarna, Kawasaki.
Fue usada por el ejército brasileño en varios de sus estados.
En 2008 Honda de Brasil anunció que dejaría de producir la motocicleta debido a las estrictas limitaciones impuestas a las emisiones en Brasil, produciendo en su lugar la Honda XRE 300 de 300cc. Habiendo producido hasta entonces 120,000 unidades. En 2012 se reanudó la producción de la motocicleta ya que al cambiar a un sistema de inyección electrónica de combustible se pudieron cumplir los límites de emisiones impuestos a las motocicletas por el gobierno de Brasil.
Con el cambio al sistema de inyección, el motor perdió aproximadamente 2 caballos de potencia, pasando de 30,6 CV a 6.500 rpm a 28,7 CV a 6.500 rpm, su torca también disminuyó un poco ya que pasó de 3.51 mkgf a 6,000 rpm para 3.27 mKgf a 6,000 rpm. A pesar del regreso de la moto de 400cc, la Honda XRE 300 no dejó de producirse reservándose al mercado de menor cilindrada. A la versión de 400cc se le cambió el nombre, pasando a llamarse NX Falcon 400i, con la i indicando que se trataba de una moto con sistema de inyección de combustible.
En México y Argentina se siguen produciendo la versión de carburador, donde conserva sus 30.6 cv a 6,500 rpm.

## Prueba de manejo
Comportamiento de la Falcon en el asfalto.
Tiene una estética muy moderna y su motor resulta ser muy potente y muy elástico gracias al magnífico torque que permite encontrar respuestas en cualquier marcha. Es una moto cómoda de manejar tanto en uso urbano como en ruta.
El frenaje es preciso y seguro gracias a los frenos a disco delantero y trasero. Al ser una moto liviana, potente y con buenos frenos asegura un manejo seguro en la ciudad.
El asiento es cómodo y trae manerales para la fijación de carga o el sostén del compañero.
Las cubiertas son otro acierto de la Falcon, ya que poseen un compuesto blando que asegura un muy buen agarre.
El motor sorprende por su respuesta silenciosa en todas las marchas.
El manubrio viene con silemblock que da mucha suavidad en el manejo porque evita las vibraciones.

## Pros y contras

### A favor
• Estética: muy agresiva y atractiva
• Motor: muy potente, silencioso y con mucho torque en baja.
• Cubiertas: un compuesto con muy buen grip.
• Luces: tanto la delantera como la de freno, son muy eficientes y con muy buen diseño.

### En contra
- Escaso instrumental
- Llantas de chapa: a diferencia de sus hermanas XRE 300 y XR 250 Tornado la NX 400 no viste aros de aluminio
- Los usuarios acusan un excesivo consumo de aceite luego de un considerable recorrido

## Usos posibles
La Honda Falcon resulta ser una moto excelente para la ciudad y muy apta para viajar. Para terracería debería ser equipada porque ahí tiene sus puntos flojos.
La Honda Falcon es una moto trail de cilindrada intermedia que prácticamente es única en esta gama. Solamente se la puede comparar con la Cagiva Canyon 500. Es un muy buena alternativa previa hacia su hermana mayor, la Transalp.